# Tombe des Inconnus
Pour les articles homonymes, voir Soldat inconnu.
La tombe des Inconnus, également connue sous le nom de tombe des soldats inconnus, est l’un des sites du cimetière national d'Arlington près de Washington, D.C. Elle abrite les soldats inconnus américains des Première et Seconde Guerres mondiales, de la guerre de Corée et de la guerre du Viêt Nam.
Placée sur une colline surplombant directement la ville de Washington, c'est l'un des sites les plus populaires du cimetière en particulier du fait qu'elle est gardée 24 heures sur 24, 365 jours par an. Les tours de garde et le changement s'effectuent selon un rituel et un minutage extrêmement précis.
Elle était initialement nommée Tombe du Soldat inconnu (Tomb of the Unknown Soldier). D'autres soldats inconnus tués lors d'autres guerres y furent plus tard enterrés et le lieu est devenu connu sous le nom de Tombe des Inconnus, même si ce titre n'est pas officiel.

## Description

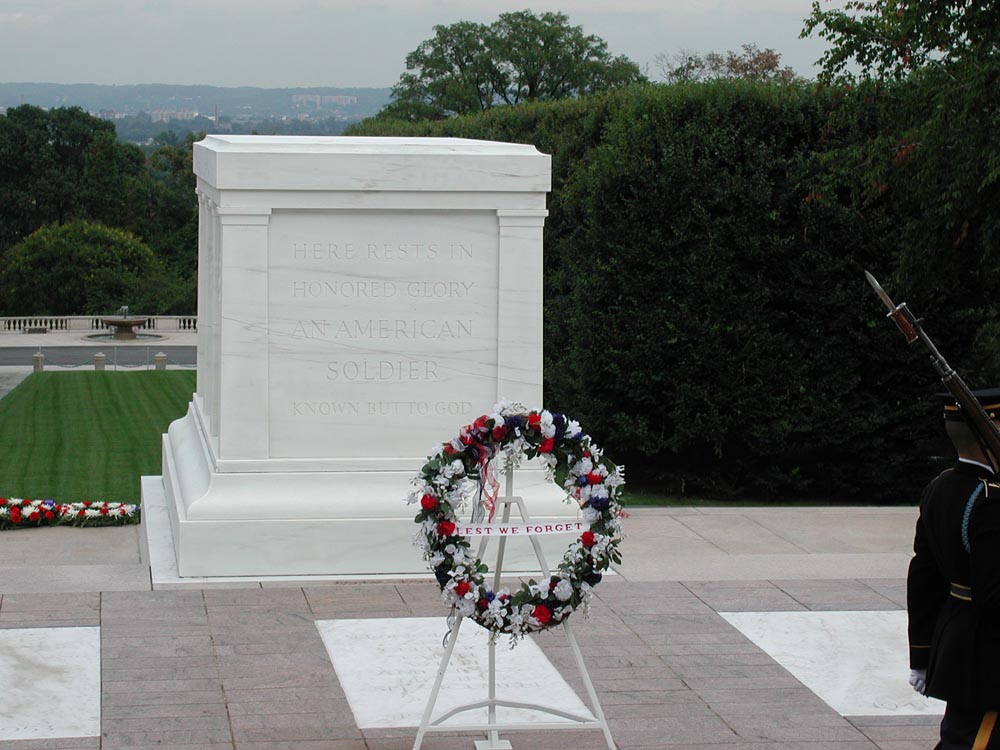
La tombe des inconnus. Le soldat inconnu de la Première Guerre mondiale se trouve sous le sarcophage, devant lequel se trouvent les tombes (de gauche à droite) des soldats de la Seconde Guerre mondiale, de la guerre du Viêt Nam et de la guerre de Corée.

La tombe est faite de sept pièces de marbre blanc de Yule provenant du Colorado pour un poids total de 79 tonnes. Elle se présente sous la forme d’un sarcophage de forme plane avec des colonnes aux coins. Dans le panneau Est, qui fait face à Washington, sont sculptés trois statues grecques représentant la Paix, la Victoire et la Valeur. Sur le panneau Ouest sont gravés ces mots :
 HERE RESTS IN 
 HONORED GLORY 
 AN AMERICAN 
 SOLDIER 
 KNOWN BUT TO GOD 
 
 ICI REPOSE DANS 
 UNE GLOIRE HONORÉE 
 UN SOLDAT 
 AMÉRICAIN 
 CONNU SEULEMENT DE DIEU 
Les six guirlandes découpées dans les faces Nord et Sud du tombeau représentent six des principales batailles de la Première Guerre mondiale : Château-Thierry, les Ardennes, Oisiu-Eisue, la Meuse-Argonne, Bois Belleau et la Somme.
Le sarcophage a été construit sur la tombe du Soldat inconnu de la Première Guerre mondiale. À l’ouest de celle-ci se trouvent les tombes des soldats inconnus de la Seconde Guerre mondiale et de la guerre de Corée. Entre les deux se trouve la tombe qui contenait la dépouille du soldat inconnu de la guerre du Viêt Nam (qui a été identifié en 1998 et déplacé).
La tombe a été inaugurée le 9 avril 1932 et a coûté la somme de 48 000 dollars.

## Les Soldats inconnus

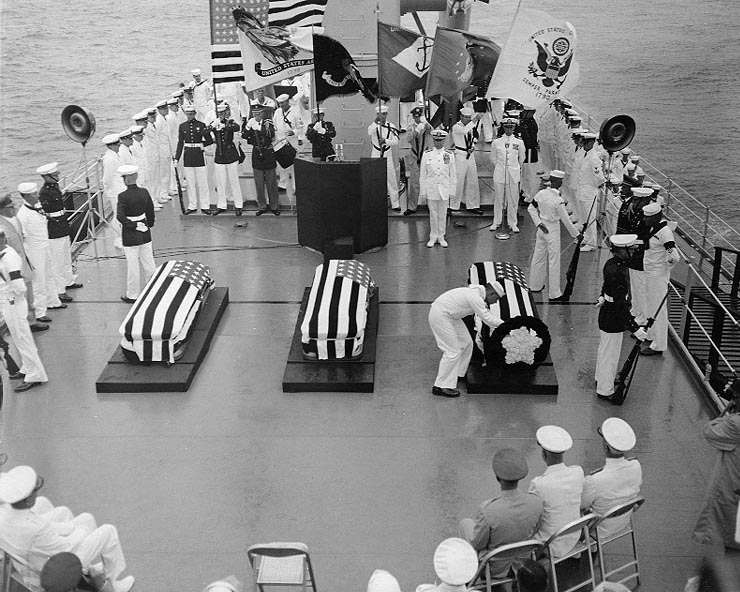
Le Soldat inconnu de la guerre de Corée rejoint les candidats de la Seconde Guerre mondiale.

Dans les années 1920, l’Angleterre enterre un soldat inconnu dans l’abbaye de Westminster et la France, de son côté, rendit hommage à ses soldats avec la tombe du Soldat inconnu sous l’Arc de Triomphe à Paris. Le 4 mars 1921, le Congrès des États-Unis à son tour, approuve l'enterrement d’un soldat américain non identifié de la Première Guerre mondiale.

### Le Soldat inconnu de la Première Guerre mondiale
Le 30 mai 1921 (jour du Memorial Day), quatre dépouilles de soldats inconnus sont exhumés de quatre cimetières militaires américains de la Première Guerre et l’un d’entre eux est choisi au hasard par le sergent Edward F. Younger, héros de guerre, le 24 octobre à Châlons-en-Champagne. Ce soldat inconnu est transporté aux États-Unis à bord de l'USS Olympia, les trois autres sont enterrés dans le cimetière de la Meuse.
Arrivé sur le sol américain, le soldat inconnu reste au Capitole jusqu’au 11 novembre (jour anniversaire de l’Armistice). Ce jour, le président Warren Harding officie aux cérémonies d’enterrement à Arlington où le soldat inconnu est décoré de la Croix de Victoria au nom du roi George V d'Angleterre.

### Les Soldats inconnus de la Seconde Guerre mondiale et de la guerre de Corée
Le 3 août 1956, le président Dwight Eisenhower approuve un projet visant à rendre hommage aux soldats inconnus de la Seconde Guerre mondiale et de la guerre de Corée. La cérémonie de sélection et d’enterrement de ces inconnus a lieu en 1958.
Deux inconnus de la Seconde Guerre mondiale, l’un du théâtre européen et l’un du théâtre du Pacifique, sont transportés à bord de l'USS Canberra où le soldat de première classe William R. Charette choisit au hasard. Les cendres de l’autre soldat sont rejetées solennellement à la mer. Quatre Américains morts pendant la guerre de Corée sont exhumés du cimetière militaire d’Hawaii. Le sergent Net Lyde choisit au hasard celui qui sera le soldat inconnu.

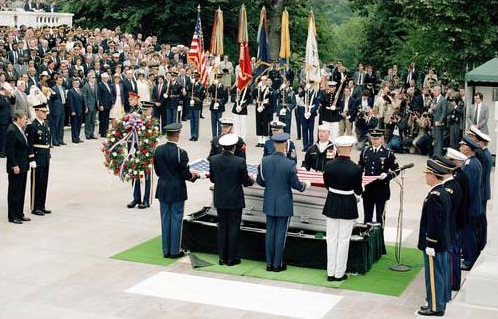
Enterrement du soldat inconnu du Viêt Nam le 28 mai 1984 en présence du Président Ronald Reagan.

Les deux cercueils arrivent à Washington D.C. le 28 mai 1958 et sont exposés au Capitole jusqu'au 30 mai. À cette date, ils sont transportés au cimetière d'Arlington, décorés de la Medal of Honor par le président Eisenhower et enterrés au côté de leur camarade de la Première Guerre mondiale. C'est le Vice-président Richard Nixon qui fera fonction de parent le plus proche pour la cérémonie du soldat inconnu de la guerre de Corée.

### Le Soldat inconnu du Viêt Nam
Le Soldat inconnu de la guerre du Viêt Nam est désigné le 17 mai 1984 lors d’une cérémonie à Pearl Harbor par le sergent-major Allan Jay Kellogg Jr et est transporté à bord de l'USS Brewton jusqu'en Californie, puis par avion jusqu'à Washington. Le cercueil est exposé au Capitole le 25 mai. De très nombreux vétérans de la guerre vont se recueillir sur sa dépouille jusqu’au 28 mai, date de l’enterrement officiel présidé par le Président Ronald Reagan qui décorera le soldat de la Medal of Honor.

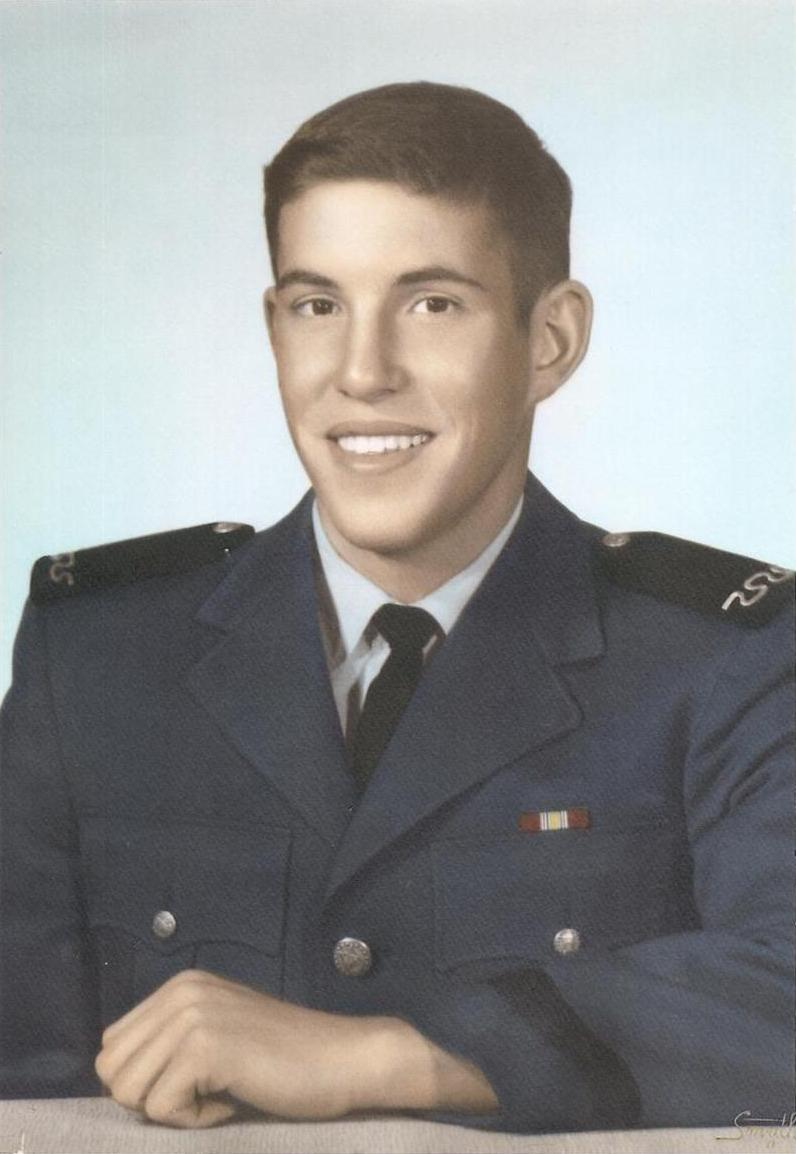
Lieutenant Michael Blassie

Les restes de ce soldat furent exhumés avec l'autorisation du Président Bill Clinton le 14 mai 1998. Une analyse génétique permit de déterminer qu'il s'agissait du Lieutenant de l'US Air Force Michael J. Blassie, disparu au combat en 1972. Les restes sont remis à sa famille 2 mois plus tard, le 10 juillet qui le fait ré-inhumer près de chez elle, au cimetière national de Jefferson Barracks, à St. Louis, dans le Missouri. Avec les progrès accomplis dans l'identification par test ADN, il est devenu très difficile de garder un soldat inconnu, à tel point que presque tous les corps de soldats tués au Viêt Nam peuvent aujourd’hui être identifiés. Il fut alors décidé de laisser le caveau de la guerre du Viêt Nam vide. L'inscription originale de Viêt Nam et des dates du conflit ont été modifiées en « Honoring and Keeping Faith with America's Missing Servicemen. » comme souvenir de l’engagement des forces armées américaines partout dans le monde.

## La garde de la tombe

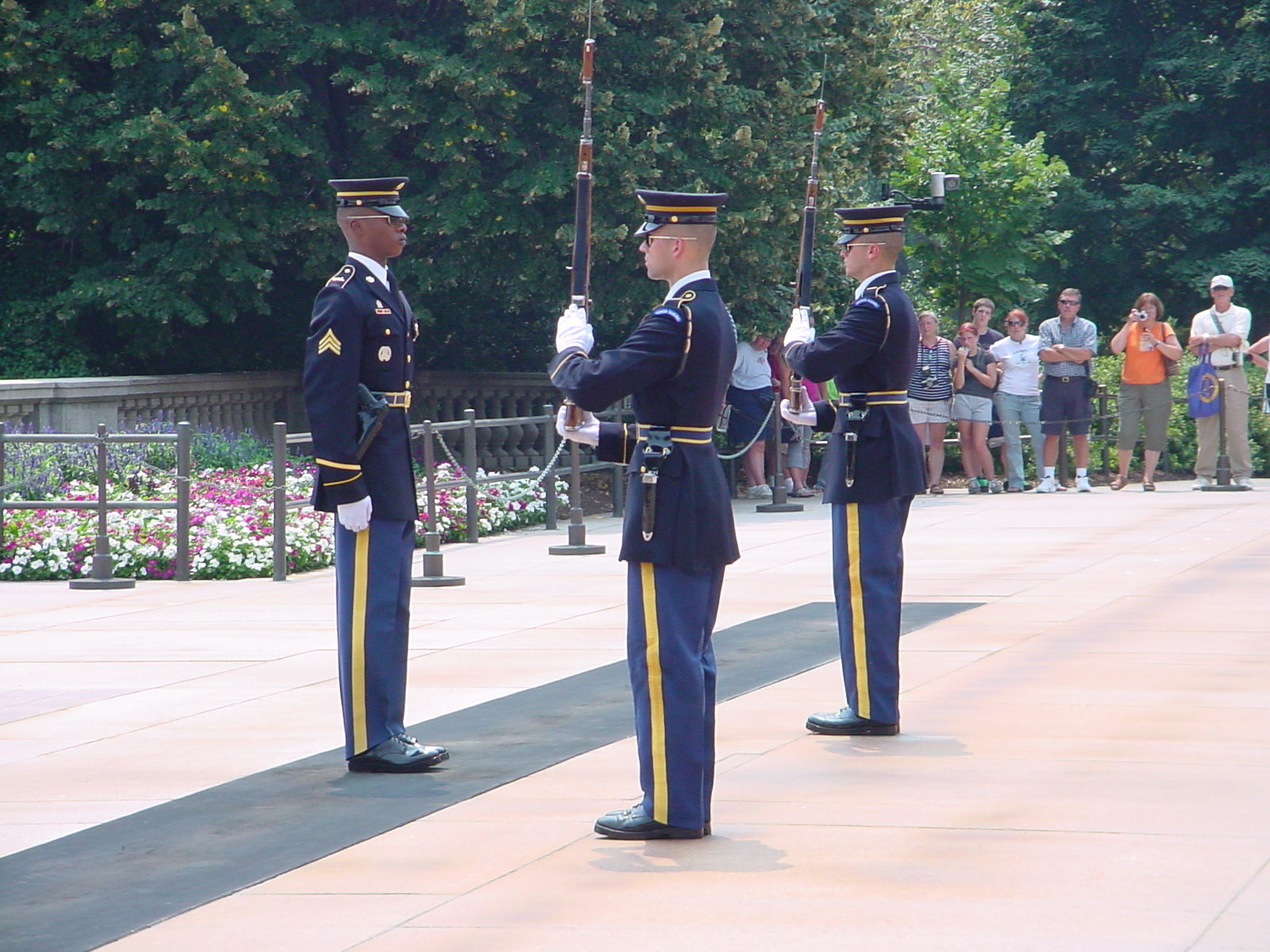
Cérémonial de la garde.

La tombe des Inconnus est gardée 24 heures sur 24, 365 jours par an. Cette garde est assurée depuis le 2 juillet 1937, quel que soit le temps, par des soldats en grand uniforme du 3e régiment d'infanterie (« The Old Guard ») de l'armée américaine. Être sélectionné comme garde est un privilège et un honneur. 80 % des prétendants échouent aux différents tests et examens et seule une fraction des 20 % admis à l'entrainement obtient le badge de Tomb Guards qui récompense neuf mois de service et la réussite à un test de 100 questions. C'est la seconde distinction la plus rare de l’armée américaine après le badge d'astronaute.
Les sentinelles ne portent aucun grade sur leur grand uniforme ainsi ils ne prennent pas le risque de dépasser le grade d'un des soldats inconnus et ce quel que soit le grade qu'ils aient pu avoir. Les sentinelles servant dans un autre rôle comme le commandant de Service ou son adjoint portent leur grade lors du changement de la garde mais ils ne sont pas autorisés à garder la tombe (en faisant les pas ou en poste fixe) avec cet uniforme.

### Armes
À travers les années, différentes armes furent utilisées par les Tomb Guards. Cela renvoie au changement des armes au sein de l'armée. Il y eut les fusils Springfield M1903, M1 Garand, et M14, ainsi que les pistolets M1911, et Beretta 92.
Actuellement[Quand ?], les Tomb Guards utilisent un M14 non chargé.

### Cérémonial de garde
Pendant une demi-heure en été et une heure en hiver, une sentinelle effectue sans relâche le même cérémonial devant la tombe :
1. Le soldat marche 21 pas devant la tombe (pour rappeler les 21 coups de canon du salut) ;
2. Au 21e pas, le soldat se tourne et fait face à la tombe pendant 21 secondes ;
3. Le soldat se tourne ensuite de l’autre côté et change son fusil d’épaule ;
4. Après 21 secondes, la première étape se répète.

### Changement de la garde
Durant le jour des mois d'été, du 15 mars au 30 septembre, la garde est changée toutes les demi-heures. Durant les mois d'hiver, du 1er octobre au 14 mars, la garde est changée toutes les heures. Après la fermeture du cimetière au public — de 19 heures à 8 heures d'avril à septembre et de 17 heures à 8 heures d'octobre à mars — la garde est changée toutes les deux heures.